# Короткохвостые листоносы

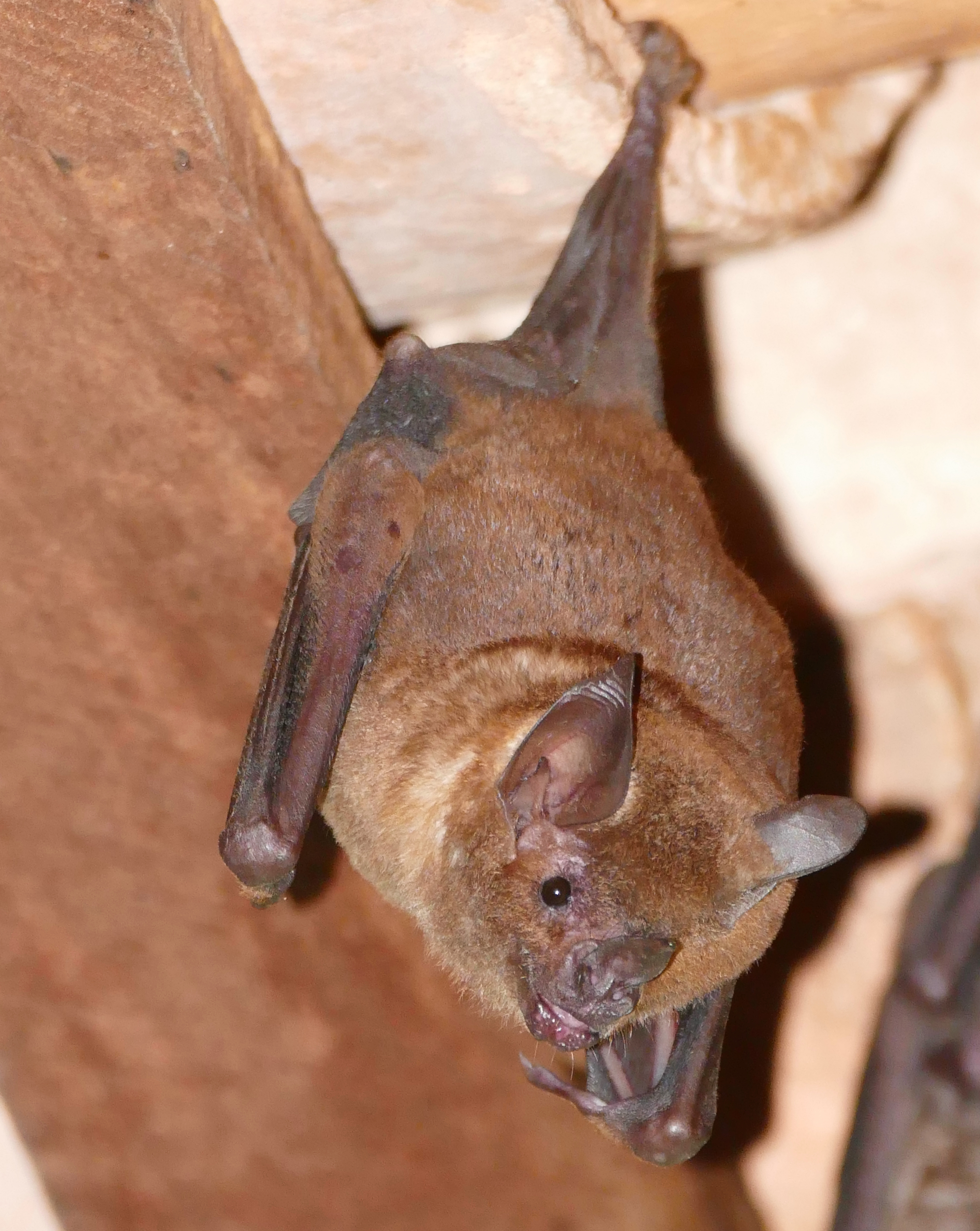
Очковый листонос

Короткохвостые листоносы (лат. Carollia) — род летучих мышей семейства листоносых. Встречаются в Центральной и Южной Америке. Род включает 9 видов.

## Внешний вид и строение
Длина тела 43—65 мм, хвоста 3—14 мм, предплечья 34—45 мм, вес 9—20 граммов. Мех этих животных, как правило, от тёмно-коричневого до рыжего цвета, также могу быть светло-коричневые или оранжевые экземпляры Carollia perspicillata . Отличается от родственного рода Rhinophylla меньше молярами и присутствием хвоста.

## Распространение
Встречаются в тропических регионах Центральной и Южной Америки, но не живут на карибских островах, кроме Тринидада и Тобаго. Одни из самых распространённых млекопитающих в Неотропике. Carollia subrufa живут в относительно сухих тропических листопадных, другие виды во влажных тропических вечнозелёных лесах.

## Образ жизни и питание
Играют важную роль как распространители семян. Короткохвостые листоносы в основном плодоядные, но C. perspicillata, C. castanea, C. subrufa, питаются также насекомыми. Ведут ночной образ жизни, днюют в пещерах, расщелинах скал, полых брёвнах, зданиях, где они обычно спят группами. Наиболее изученный вид C. perspicillata проживает в гаремных группах, которые могут состоят из одного самца и до восьми самок.

## Размножение
Дважды в год самка приносит потомство, период беременности составляет от 105 до 125 дней, рождается, как правило, один детёныш. Половая зрелость наступает в возрасте от одного до двух лет. В дикой природе могут жить до двенадцати лет.

## Виды
- Carollia benkeithi
- Короткохвостый листонос (Carollia brevicauda)
- Каштановый листонос (Carollia castanea)
- Carollia colombiana
- Carollia manu
- Carollia monohernandezi
- Очковый листонос (Carollia perspicillata)
- Carollia sowelli
- Серый короткохвостый листонос (Carollia subrufa)